# Waleri Grigorjewitsch Assapow

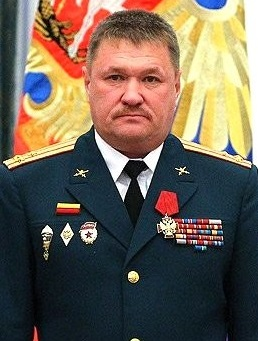
Waleri Assapow (2013)

Waleri Grigorjewitsch Assapow (russisch Валерий Григорьевич Асапов; * 1. Januar 1966 in Malmysch, Oblast Kirow; † 23. September 2017 in Deir ez-Zor, Syrien) war ein russischer Generalleutnant.

## Laufbahn
Von 2000 bis 2003 kommandierte Assapow ein Fallschirmjägerregiment, das in Abchasien nach dem Konflikt mit Georgien als Friedenstruppe eingesetzt war.
Von 2003 bis 2007 war er als stellvertretender Kommandeur der 98. Garde-Luftlandedivision eingesetzt. Er absolvierte von 2010 bis 2011 einen Generalstabslehrgang in Moskau.
Assapow war von 2011 bis 2013 Kommandeur einer mot.-Schützenbrigade im Dienstgrad eines Obersten und wurde im Februar 2013 in dieser Rolle von Präsident Wladimir Putin mit dem Verdienstorden für das Vaterland ausgezeichnet.
Bei der Umstrukturierung des 68. Korps wurde im April 2014 bekannt, dass er, nun im Rang eines Generalmajors, das Kommando über eine Division übernommen hatte.
Der ukrainische Geheimdienst ist überzeugt, dass Assapow 2015 für mehrere Wochen im Ukrainekrieg unter dem Decknamen „Primakow“ inoffiziell Verbände im Raum Donezk führte. Er wurde von der Ukraine als Kriegsverbrecher gesucht.
Nach Angaben des russischen Verteidigungsministeriums wurde Waleri Assapow am 23. September 2017 im Syrischen Bürgerkrieg bei einem Granatwerferangriff des IS auf einen Kommandoposten in Deir ez-Zor getötet.